# Лигонь, Юлиуш
Юлиуш Лигонь (пол. Juliusz Ligoń, 22 февраля 1823 года, Пронды близ Кошенцина — 17 ноября 1889 года, Кёнигсхютте) — польский силезский общественный деятель, народный поэт и публицист. Дед Станислава Лигоня.

## Биография
Родился в семье кузнеца в фольварке князя Адольфа цу Гогенлоэ-Ингельфингена в селе Пронды в современной гмине Кошенцин.
Окончил школу в селе Стшебинь, позже занимался самообразованием. Работал в отцовской кузнице. В восемнадцать лет отправился на заработки в Кёнигсхютте, где стал кузнецом на металлургическом заводе и вступил в «Общество воздержанности» ксендза Яна Фицека из города Пекары-Слёнске. В 1848 году во время голода в Силезии организовал польскую благотворительную помощь пострадавшим, затем создал «Комитет польской помощи» и кооперативную организацию Polskie Konsum.
В 1851 году был вынужден перейти на металлургический комбинат Andrzej в городе Завадзке. В 1858 году основал там «Читательский кружок», который перерос в Народную библиотеку — первую польскую библиотеку в Верхней Силезии. Был подписан на все доступные в Пруссии польские журналы, в том числе Wielkopolanin, Przyjaciel Ludu, Gwiazdka Cieszyńska и Gazeta Górnośląska. Занимался их распространением и пропагандировал чтение. В том же году опубликовал в газете Gwiazdka Cieszyńska (№ 25 от 19 июня) стихотворное открытое письмо «Несколько слов польским писателям и народу» (пол. Kilka słów do pisarzy polskich i ludu).
В 1869 году стал секретарем основанного — совместно с померанскими и познанскими деятелями — «Ссудного общества», которое предоставляло польским рабочим доступ к небольшим кредитам и одновременно противостояло германизации. В 1870 году был вновь уволен с работы за «антинемецкую пропаганду» и вернулся в Кёнигсхютте. Действовал в основанном Каролем Мяркой — старшим «Польском кружке» (также известен как «Товарищеский кружок») под руководством Францишека Хлаповского, став секретарем, библиотекарем, а затем заместителем председателя этой организации.
В апреле 1875 полиция провела в его квартире обыск и конфисковала книги, литературные материалы и писчую бумагу, а затем дополнительно оштрафовала его на сто марок. В защиту писателя выступила польская пресса. Так, в газете Kurier Poznański (№ 94) было опубликован его рассказ об этом происшествии, перепечатанный другими газетами, в том числе выходившей в Берлине немецкоязычной газетой Germania.
В 1877 году пережил несчастный случай, что стало поводом для очередного увольнения. В 1883 году, после длительного процесса и благодаря поддержке поддержке Францишека Хлаповского получил компенсацию от «Братской кассы» (Knappschaftsverein).
В 1879 году вместе с братьями Пшиничиньскими основал в Кёнигсхютте католический профсоюз рабочих — «Общество взаимопомощи», а также польский квазикооператив Konsum.
Скончался 17 ноября 1889 года после тяжелой болезни. Похоронен в Хожуве на кладбище прихода св. Барбары.

## Семья
Отец шестерых детей, в том числе поэта Яна Лигоня и журналиста Адольфа Лигоня. Внук — писатель Станислав Лигонь.

## Творчество

### Публицистика
Активно писал статьи на польском языке, сотрудничал, в том числе, с журналами Przyjaciel Ludu (Хелмно), Dzwonek (Львов), Katolik и Gazeta Górnośląska. В 1868—1872 годах сотрудничал с журналом Zwiastun Górnośląski (Пекары-Слёнске).

### Художественная литература
Занимался поэзией, драматургией, писал рассказы и диалоги. Наряду с Каролем Мяркой считается основоположником народной драмы в Верхней Силезии. В своих произведениях сочетал просветительские и дидактические элементы с патриотизмом и моральным посылом. Был противником германизации и сторонником единства разных исторических регионов Польши.
По примеру Юзефа Лёмпы написал популярный цикл из пятнадцати диалогов о польской Силезии. Рассказы были публиковала в 1878 и 1879 году Gazeta Górnośląska под заголовкам O dawnych czasach Górnego Śląska, czyli Pogadanki wieczorne pomiędzy nauczycielem, obywatelem i górnikiem. Новое издание выходило в «Верхнесилезском календаре» издательства Katolik в Кёнигсхютте за 1883, 1884 и 1885 годы.
В 1874 году опубликовал рифмованный диалог Walka Smutku z Pociechą w sercu chorego człowieka, czyli Myśli duszy mogące służyć ku pokrzepieniu w każdym utrapieniu. В 1877 году ксендз Францишек Пшиничиньский выпустил том стихов Piosenki zabawne, авторство (или соавторство) которых приписывают Юлиушу Лигоню. В 1919 году вышел второй том стихов под заголовком Iskra miłości z Górnego Śląska, czyli Odłamek śpiewu historyczno-narodowego. В собраниях Архива курии Катовицкого диоцеза находится подготовленный к печати, но неопубликованный сборник, включающий 61 стихотворение.
С 1877 года писал популярные морализаторские пьесы для любительского народного театра и принимал участие в их постановке.

## Произведения

### Пьесы
- Los sieroty. — Katolik, 1882.
- Dobry syn. — Katolik, 1882.
- Błogosławieństwo matki
- Nawrócony
- Prawda zwycięża

### Другое
- Сборник Piosnki zabawne (1877 год)
- Поэма Obrona Wiednia, czyli niemieckiego państwa i chrześcijaństwa przez króla polskiego 14 września 1863 (1883 год)
- Iskra miłości z Górnego Śląska (1919 год, посмертно)[7]

## Память
В Хожуве, Стшебине и Калетах были открыты школы имени Юлиуша Лигоня. Его именем названы улицы в Катовице и селе Тужа-Слёнска. В деревне Пронды ему открыт памятник.
С 1963 года католическая ассоциация Civitas Christiana присуждает Силезскую премию имени Юлиуша Лигоня.

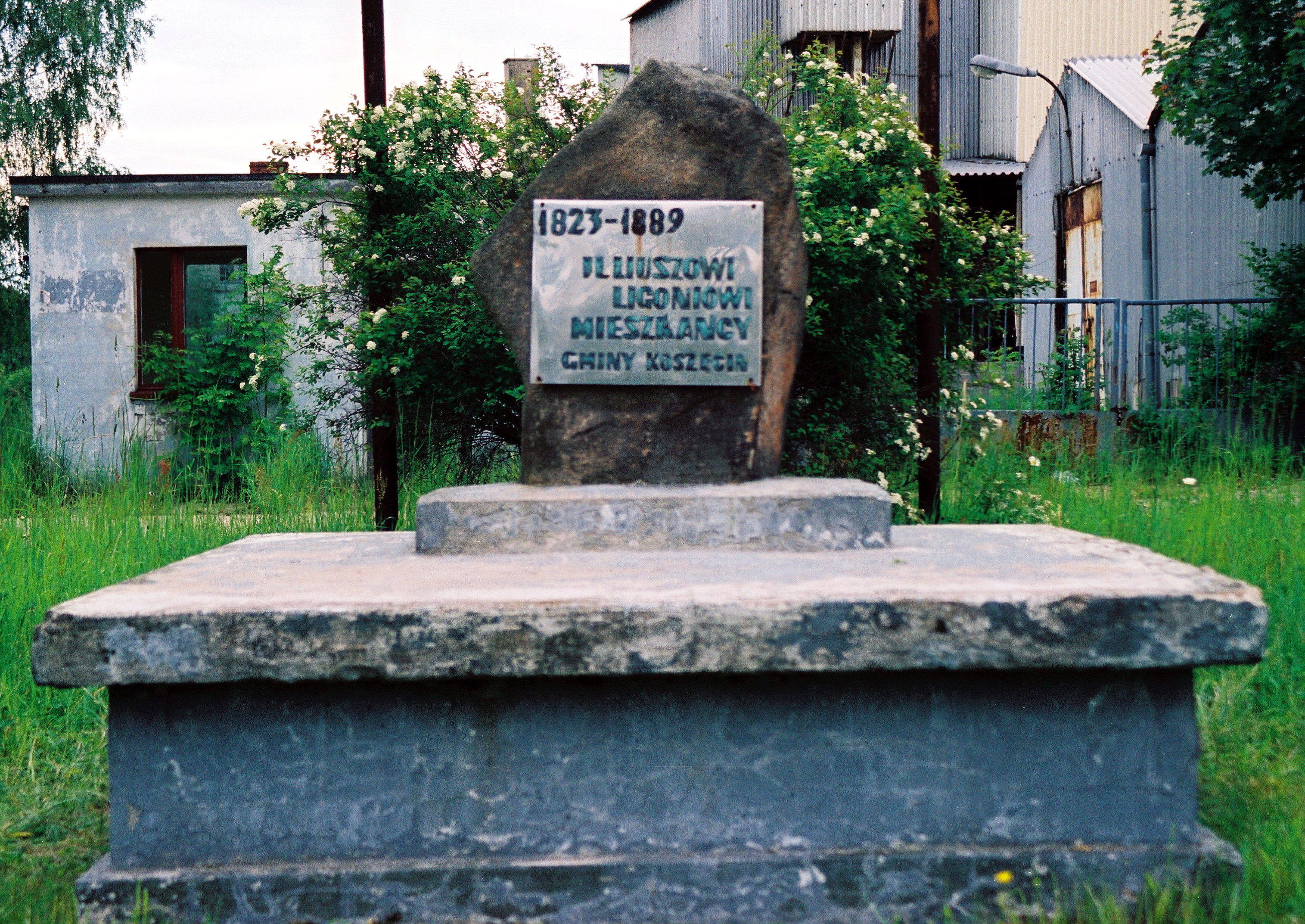
Памятник Юлиушу Лигоню в селе Пронды.
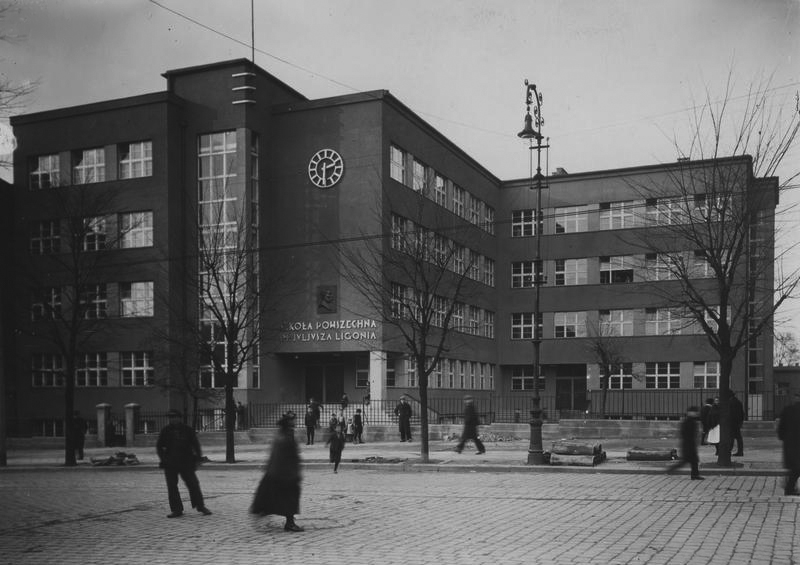
Школа им. Юлиуша Лигоня в Хожуве.